# 美的巨人們
美的巨人們（日語：美の巨人たち、びのきょじんたち）是東京電視台聯播網自2000年4月8日開始在每週六22:00 - 22:30播出的一個美術教養節目。2019年4月6日開始，該節目更名為『新美的巨人們』（日語：新美の巨人たち），是以美術鑑賞為主題的旅行節目。旭化成Homes是該節目現在的獨家贊助企業。麒麟啤酒則是該節目過去的獨家贊助企業。

## 外部連結
- 新 美の巨人たち 公式サイト （页面存档备份，存于）
- 美的巨人們的Facebook專頁
- 新美の巨人たち的X（前Twitter）（2017年12月 - ）
- TERRA公式サイト （页面存档备份，存于）